# Multichoice
Multichoice er en pan-sydafrikansk udbyder af betalings-tv.
Multichoice kom til Danmark sidst i 1980'erne under navnet Multichoice DTH Nordic og udbød i den forbindelse blandt andet Danmarks første filmkanal, FilmNet til kunderne.
Multichoice DTH Nordic blev i 1998 købt af franske Canal Plus, som ejes af Vivendi Universal. Selskabet opererer nu under navnet Canal Digital. FilmNet skiftede i den forbindelse navn til Canal+ Norden
I 2003, blev Canal Digital solgt til Telenor og Canal Plus til SBS Broadcasting.
Multichoice og FilmNet opererer stadig i blandt andet Grækenland og Afrika.